# Żyła podżebrowa

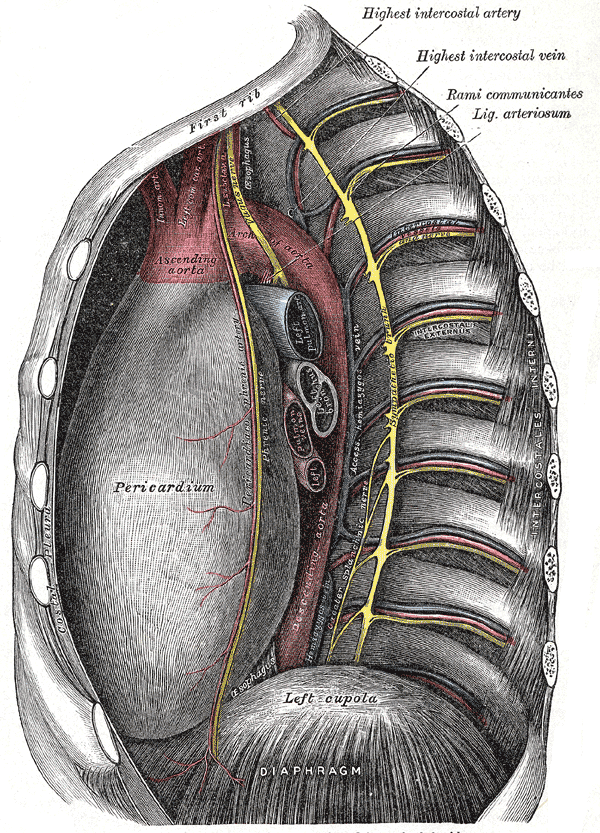
Żyły międzyżebrowe tylne widoczne w prawej części ilustracji, oznaczone niebieskim kolorem. Żyła podżebrowa, na ilustracji niewidoczna, ma przebieg podobny do nich.

Żyła podżebrowa (łac. vena subcostalis) – w anatomii człowieka naczynie żylne zbierające krew z części ściany klatki piersiowej oraz rdzenia kręgowego. Jest odpowiednikiem zlokalizowanym pod żebrem XII żyły międzyżebrowej tylnej i jest największą z tych żył.
Żyła podżebrowa powstaje na powierzchni odpowiadającej jej części ściany klatki piersiowej oraz rdzenia kręgowego. Biegnie w bruździe żebra XII razem z tętnicą podżebrową oraz z nerwem podżebrowym  w taki sposób, iż żyła leży najwyżej, nerw najniżej a tętnica pomiędzy nimi. Żyła podżebrowa uchodzi do żyły nieparzystej.
Jej dopływami są gałęzie grzbietowe (rami dorsales). Tworzy zespolenia z żyłą międzyżebrową przednią i żyłą żebrowo-pachową. Posiada zastawki ujściowe.